# Società Aristotelica
La Società Aristotelica, originalmente registrata in Inghilterra col titolo Aristotelian Society for the Systematic Study of Philosophy, fu fondata durante un convegno del 19 aprile 1880 al numero 17 di Bloomsbury Square a Londra con la risoluzione di "costituire una società di circa cinque persone, incluse le signore; la società dovrà riunirsi quindicinalmente, il lunedì alle 8 in punto, nelle camere della Spelling Reform Association...".
Tra le altre cose, le regole della Società stipulavano:
L'oggetto di questa Società sarà lo studio sistematico della filosofia; 1º, riguardo al suo sviluppo storico; 2º, riguardo ai suoi metodi e problemi.
Secondo il filosofo Herbert Wildon Carr, nello scegliere un nome per la società, fu
"essenziale trovare un nome che sicuramente prescrivesse il carattere speculativo dello studio che doveva essere l'ideale della società, e sembrò che questo potresse essere meglio assicurato adottando il nome di un filosofo eminentemente rappresentativo. Esiste un solo tale nome nella storia della filosofia e così siamo diventati la Società Aristotelica, non per lo studio speciale di Aristotele, o dell'aristotelismo, ma per lo studio sistematico della Filosofia."
Il primo presidente della Società fu Shadworth H. Hodgson (1832-1912). Fu presidente per quattordici anni dal 1880 al 1894, quando propose Bernard Bosanquet a suo successore.
Il Professor Alan Willard Brown commentò nel 1947 che "i membri [della Società] non erano tutti uomini di rinomata fama intellettuale. Accoglieva con favore giovani menti appena uscite dall'università, nonché anziani filosofi dilettanti con seri interessi ed intenti. Tuttavia molti uomini illustri erano membri fedeli, e non ultima virtù della società è rimasta, anche ai giorni nostri, l'opportunità che offre alle diverse generazioni intellettuali di incontrarsi in un clima di discussione ragionata e responsabile."
La Società continua a riunirsi quindicinalmente presso l'Università di Londra, alla Casa del Senato, per ascoltare e discutere documenti filosofici di tutte le tradizioni e correnti filosofiche. L'attuale presidente (2024-2025) è Fabienne Peter, Professoressa di Filosofia alla Università di Warwick.
Altre attività societarie includono l'assegnazione di sovvenzioni per sostenere l'organizzazione di conferenze accademiche in filosofia e, in collaborazione con la Oxford University Press, la produzione della serie di monografie filosofiche "Lines of Thought".
La sua conferenza annuale, tenutasi sin dal 1918 in associazione con la Mind Association (editori della rivista filosofica Mind), nota come la "Joint Session of the Aristotelian Society and the Mind Association", viene ospitata nel luglio di ogni anno da differenti facoltà universitarie.

## Pubblicazioni
La prima edizione dei rendiconti societari, intitolata Proceedings of the Aristotelian Society for the Systematic Study of Philosophy, ora Proceedings of the Aristotelian Society, fu pubblicata nel 1888.
Le minute dei vari oratori alla Conferenza della sessione congiunta sono pubblicate nel giugno di ogni anno (cioè, prima della conferenza stessa) in The Proceedings of the Aristotelian Society, Supplementary Volume.ISSN 0066-7374
I rendiconti e il volume supplementare sono pubblicati dalla Società e distribuiti dall'editore Wiley-Blackwells.
Tutti gli arretrati dei periodici sono digitalizzati da JSTOR.

## Lista dei presidenti della Società
Molti filosofi importanti hanno officiato come presidenti della Società nel corso degli anni (in carica tra parentesi):
- Shadworth H. Hodgson (1880-1894)
- Bernard Bosanquet (1894-1898)
- David George Ritchie (1898-1899)
- George Stout (1899-1904)
- Hastings Rashdall (1904-1907)
- Richard Haldane, I Visconte di Haldane (1907-1908)
- Samuel Alexander (1908-1911)
- Bertrand Russell (1911-1913)
- G. Dawes Hicks (1913-1914)
- Arthur Balfour (1914-1915)
- H. Wildon Carr (1915-1918)
- George Edward Moore (1918-1919)
- James Ward (1919-1920)
- William Ralph Inge (1920-1921)
- F. C. S. Schiller (1921-1922)
- Alfred North Whitehead (1922-1923)
- T. Percy Nunn (1923-1924)
- Alexander Dunlop Lindsay, I Barone di Birker (1924-1925)
- John Alexander Smith (1925-1926)
- Conwy Lloyd Morgan (1926-1927)
- C. D. Broad (1927-1928)
- Alfred Edward Taylor (1928-1929)
- John Laird (1929-1930)
- Beatrice Edgell (1930-1931)
- W. G. de Burgh (1931-1932)
- Leonard J. Russell (1932-1933)
- Susan Stebbing (1933-1934)
- G. C. Field (1934-1935)
- J. L. Stocks (1935-1936)
- Samuel Alexander (1936-1937)
- Bertrand Russell (1937-1938)
- George Stout (1938-1939)
- William David Ross (1939-1940)
- Hilda D. Oakeley (1940-1941)
- A. C. Ewing (1941-1942)
- Morris Ginsberg (1942-1943)
- H. H. Price (1943-1944)
- H. J. Paton (1944-1945)
- Gilbert Ryle (1945-1946)
- R. B. Braithwaite (1946-1947)
- Norman Kemp Smith (1947-1948)
- C. A. Mace (1948-1949)
- William Calvert Kneale (1949-1950)
- John Wisdom (1950-1951)
- Alfred Jules Ayer (1951-1952)
- H. B. Acton (1952-1953)
- Dorothy Emmet (1953-1954)
- C. D. Broad (1954-1955)
- John Niemeyer Findlay (1955-1956)
- J. L. Austin (1956-1957)
- R. I. Aaron (1957-1958)
- Karl Popper (1958-1959)
- H. L. A. Hart (1959-1960)
- A. E. Duncan-Jones (1960-1961)
- Prof. A. M. MacIver (1961-1962)
- H. D. Lewis (1962-1963)
- Isaiah Berlin (1963-1964)
- W. H. Walsh (1964-1965)
- Ruth L. Saw (1965-1966)
- Stephan Körner (1966-1967)
- Richard Wollheim (1967-1968)
- D. J. O'Connor (1968-1969)
- P. F. Strawson (1969-1970)
- W. B. Gallie (1970-1971)
- Martha Kneale (1971-1972)
- R. M. Hare (1972-1973)
- Charles H. Whiteley (1973-1974)
- David Daiches Raphael (1974-1975)
- Anthony Quinton, Barone di Quinton (1975-1976)
- D. M. Mackinnon (1976-1977)
- David Walter Hamlyn (1977-1978)
- G. E. L. Owen (1978-1979)
- A.R. White (1979-1980)
- Peter Winch (1980-1981)
- R. F. Holland (1981-1982)
- Timothy John Smiley (1982-1983)
- A. R. Manser (1983-1984)
- Peter Alexander (1984-1985)
- Richard Sorabji (1985-1986)
- James Martin Hollis (1986-1987)
- G. E. M. Anscombe (1987-1988)
- Onora O'Neill, Baronessa di Engarve (1988-1989)
- Renford Bambrough (1989-1990)
- John Skorupski (1990–1991)
- Timothy L. S. Sprigge (1991-1992)
- Hugh Mellor (1992-1993)
- David E. Cooper (1993-1994)
- Jonathan Dancy (1994-1995)
- Christopher Hookway (1995-1996)
- Jennifer Hornsby (1996-1997)
- John Cottingham (1997-1998)
- Adam Morton (1998-1999)
- David Wiggins (1999-2000)
- James Griffin (2000-2001)
- Jane Heal (2001-2002)
- Bob Hale (2002-2003)
- Paul Snowdon (2003-2004)
- Timothy Williamson (2004-2005)
- Myles Burnyeat (2005-2006)
- Thomas Baldwin (2006-2007)
- Dorothy Edgington (2007-2008)
- M G F Martin (2008-2009)
- Simon Blackburn (2009-2010)
- Quassim Cassam (2010-2011)
- Marie McGinn (2011-2012)
- Sarah Broadie (2012-2013)
- David Papineau (2013–2014)
- Adrian Moore (2014–2015)
- Susan James (2015–2016)
- Tim Crane (2016–2017)
- Helen Beebee (2017–2018)
- Jo Wolff (2018–2019)
- Helen Steward (2019–2020)
- Bill Brewer (2020–2021)
- Robert Stern (2021–2022)
- M. M. McCabe (2022–2023)
- Scott Sturgeon (2023–2024)
- Fabienne Peter (2024–2025)